# Alvesia
Alvesia, biljni rod iz porodice medićevki, dio je podtribua Plectranthinae. Postoje tri vrste grmova i zeljastog bilja raširenih u tropskoj Africi

## Opis
Trajne dlakave zeljaste biljke ili polugrmovi s drvenastom bazom, stabljikom i granama slabo 4-kutno zakrivljenim prema vrhu. Listovi sjedeći ili peteljkasti, duguljasto lancetasti do široko jajasti. Cvatovi guste terminalne grozdovi s peteljkama u 3-6 cvjetnih vrhova; brakteje jajaste, postojane. Čaška je gusto dlakava, 2–usna, 3 režnjevita. Vjenčić dvousnen, izvana gusto dlakav; cijev kratka, naglo se širi u koso prošireno grlo; gornja usna mnogo kraća od donje; donja usna velika, duguljasta. Disk cijeli ili kratko režnjasti. Plodovi sastavljeni od orašačića.

## Vrste
1. Alvesia clerodendroides (T.C.E.Fr.) B.Mathew
2. Alvesia cylindricalyx (B.Mathew) B.Mathew
3. Alvesia rosmarinifolia Welw.

## Sinonimi
- Plectranthastrum T.C.E.Fr.